# Fondettes
Fondettes – miejscowość i gmina we Francji, w Regionie Centralnym, w departamencie Indre i Loara.
Według danych na rok 1990 gminę zamieszkiwało 7325 osób, a gęstość zaludnienia wynosiła 230 osób/km² (wśród 1842 gmin Regionu Centralnego Fondettes plasuje się na 42. miejscu pod względem liczby ludności, natomiast pod względem powierzchni na miejscu 309.).